# فرجينيا جيورجي
فرجينيا جيورجي (بالإيطالية: Virginia Giorgi)‏ هي لاعبة جمباز فني إيطالية، (ولدت في بافيا في إيطاليا 1914 – 1991 م).

## وصلات خارجية
- فرجينيا جيورجي على موقع اللجنة الأولمبية الدولية (الإنجليزية)
- فرجينيا جيورجي على موقع أوليمبيديا (الإنجليزية)
- فرجينيا جيورجي على موقع اللجنة الأولمبية الإيطالية (الإيطالية)